# Торн, Джордж
Джордж Лу́ис Э́ллиот Торн (англ. George Louis Elliot Thorne; 4 января 1993, Чатем) — английский футболист, полузащитник клуба «Сент-Нитс Таун».

## Клубная карьера
Джордж перешёл в молодёжную академию «Вест Бромвича» в 2004 году. За основной состав «дроздов» дебютировал 28 ноября 2009 года в матче против «Шеффилд Уэнсдей». На тот момент ему было 16 лет и 328 дней, из-за чего он стал самым молодым игроком «Альбиона» в официальном матче первой команды после Бобби Хоупа в апреле 1960 года. В январе 2010 года Торп подписал свой первый профессиональный контракт с клубом.
24 ноября 2011 года Джордж Торн перешёл в клуб «Портсмут» на правах аренды. Два дня спустя он дебютировал за «помпи» в матче против «Лестер Сити».
18 июля 2014 года на правах свободного агента перешёл в клуб «Дерби Каунти». Игрок подписал с «баранами» четырёхлетний контракт. 22 июля в матче против петербургского «Зенита» получил травму, восстановление заняло девять месяцев.

## Карьера в сборной
Торн выступал за сборные Англии по футболу до 16, до 17, до 18 и до 19 лет. Его дебют на международной арене состоялся 23 октября 2008 года, когда сборная Англии до 16 лет сыграла со сборной Уэльса до 16 лет. В этом матче ему удалось сделать голевой пас. В мае 2010 года Торн помог юношеской сборной Англии выиграть свой первый европейский чемпионат для игроков до 17 лет. Он вышел на замену в финальном матче против испанцев, который завершился со счётом 2:1 в пользу англичан.

## Достижения
Сборная Англии (до 17 лет)
- Победитель чемпионата Европы для юношей до 17 лет: 2010